# 1956年の日本の女性史
本項目1956年の日本の女性史（1956ねんのにほんのじょせいし）では、1956年（昭和31年）の日本における女性に関するできごとを時系列的に挙げる。参考文献は日本の女性史年表を参照のこと。
本項目は歴史研究としての女性史ではなく、日本における女性に関するできごとをある体系に基づいて述べようとするものではない。

## 1～3月
- 1月10日 大阪府職員労働組合婦人部、妊娠障害休暇など要求。
- 1月12日 東京都の赤線（あかせん）従業婦、東京女子従業員組合結成。売春防止法制定に反対。生活権擁護を訴える。
- 1月28日 売春禁止法促進近畿婦人大会
- 1月30日 主婦連代表、会計検査院による国費の不正使用を指摘。政府及び国会に対し不正支出を厳重に取締るよう要望。
- 2月3日 第1回国際常設母親委員会開催、ローザンヌで、36ヵ国代表参加、日本から河崎なつ参加、原水爆実験中止など訴え。
- 2月3-5日 全日本婦人議員大会。市川房枝会長「婦人参政10周年記念行事実行委員会」主催。婦人議員・教育委員500人、ほか婦人団体が参加、婦人議員の数を増やし質的向上をめざす・売春防止法の制定・母子福祉政策などについて討議。
- 2月14日 ボディビルの第1回ミスターニッポン・コンテスト開かれる、神田共立講堂で。
- 2月25日 千葉市教育委員会、市内の小中学校で原則として女性教員は採用しないと発表。

さきに東京都では女性小学校教員は身長150cm以上でないと不採用と発表。
- 3月7日 売春禁止法制定促進委員会、売春婦の更生資金とするため都内6ヵ所で街頭募金活動。
- 3月8日 国際婦人デーの集い、婦民など。
- 3月9日 閣議、母子世帯への住宅補修金貸付を決定。
- 3月15日 岡山県下で小中学校の45歳以上の女性教員に半強制的な退職勧告。
- 3月21-22日 第1回部落解放全国婦人大会、京都で約1,000名参加。母親大会に参加した部落解放同盟員が中心になり開催。
- 3月26日 全国接客女子従業員組合連盟結成。全国の赤線地区従業婦人代表200人参加。東京本所東両国にて。
- 3月- 京都各地に内職友の会結成される。
- 3月- 第1回「この子たちの親を探そう」運動開始、朝日新聞社提唱。
- 3月- 雑誌『主婦の友』3月号よりB5判となる。婦人雑誌の大衆化始まる。

## 4～6月
- 4月1日 産休法施行、産前産後各6週間の休暇。
- 4月3日 ILO「女子の坑内作業の禁止に関する条約」批准について衆議院で可決承認。4月11日 参議院でも。
- 4月5日 全国性病予防自治会総決起集会、1500人参加。

売春業者などが中心となって開催され、売春立法反対の全国運動を実施することを決定した。また、この頃、赤線地域の業者・従業婦など10万人が自民党への集団入党を計画したが、一般からの批判がおこり、自民党もこれを拒否して、集団入党は失敗した。
- 4月6-11日 婦人参政10周年記念、政治と暮し展覧会、銀座の松坂屋で。
- 4月10日 婦人参政権獲得10周年記念大会、大阪・産経会館で。
- 4月10-16日 婦人週間、スローガン「皆で日本の家庭を明るく」。

このスローガンをめぐっては疑問が出された。
- 4月14日 京都婦人大会、府・市地域婦人会、文化団体・労働組合婦人部など22団体、府下の婦人団体が初めて合同で開催、600人参加、教育委員会法改悪・憲法改悪反対など申し合わせ。
- 4月15-16日 第1回働く婦人の中央集会、総評婦人協議会主催、東京芝公会堂で、延べ800人参加。

事務及び技術・現場・電信電話・バス車掌・看護婦・サービス部門・日雇い及び付添及び女中の7職場別分散会で、賃金・母性保護・お茶くみ・託児所等の問題が論議の中心に。
- 4月21日 家族制度反対総決起集会、26団体500人参加。

憲法改正を目指して政府により内閣調査会が設置されたが、検討内容に家族制度の復活が強く主張されており、婦人団体がその動きを牽制しようとした。
- 4月- 文部省、1956年度より高等学校普通課程の女子生徒に「家庭一般」を履修させることが望ましいと指示。
- 4月- 長野県、家庭看護婦派遣事業に着手、初のホームヘルパーサービスを実施。
- 4月- 静岡県農協婦人部、 "嫁の座"の実態調査実施。この頃、長野県や北海道十勝でも。
- 4月- 静岡缶詰協会、女子缶詰調理工の初任給を業者間で協定。

これが最低賃金法制定の糸口となった。
- 4月- 新日本窒素肥料水俣工場付属病院に異常中枢神経疾患の5歳の女児が入院、水俣病が正式に確認された。
- 5月2日 家事審判法の一部を改正する法律公布、家庭裁判所の審判の調停による慰謝料や扶養料等の債務の履行を促進し確保する手続き規定。7月1日 施行。
- 5月7日 主婦会館完成、主婦連合会が設立、四谷に。
- 5月24日 全国初の夜間保育所「だん王保育園」、京都市民政局の委託で開所、赤線周辺の深夜業の母親対象。
- 5月24日 売春防止法公布
- 5月25日 尼崎市連合婦人会、日活映画『太陽の季節』の未成年者閲覧禁止を青少年保護対策協議会に提案。全国婦人団体に呼びかけ上映反対運動おこす。
- 5月30日 主婦連、東京都議会議員退職金支給問題に自粛を申入れ。
- 5月- 未認可保育所を守る会結成、子どもを守る会提唱。
- 6月1日 牛乳値上げ反対大会とデモ、主婦連主催。牛乳のメーカー品の１円値上げに反対。
- 6月10日 第1回生協婦人大会、東京で。
- 6月14日-17日 世界婦人労働者会議、44ヵ国499代表が参加、ブダペストで。

日本から日教組山本あやを団長に12名参加。議題は同一労働同一賃金の原則の実施及び婦人の組織参加の問題。
会議では、女子の男子に比べての賃金がアメリカ71％・フランス83～86％・イタリア84％・西独63％に対して日本は44％である等、日本の婦人労働者の低賃金等の状況が報告された。
帰国後の報告会は全国で約1500回開かれ、延べ13万人が参加した。

## 7～9月
- 7月8日 参議院選挙、婦人5人当選、非改選を合わせ15人となる。全国区の投票率 女57.7％、男66.88％。
- 7月10日 清瀬文部大臣「男女共学は弊害があるので考慮すべき段階」と記者会見で発言。
- 7月12日 全専売（現・全たばこ労働組合）京都支部、生理休暇手続の一方的変更に反対して超過勤務超・安全遵法闘争。
- 7月16日 FW世界友の会マザークラブ結成、「日本のお母さんと世界のお母さんを結ぼう」。
- 7月23日 簡易家事サービス職業補導所開設、新潟県で。

労働省婦人少年局の企画により、全国に先がけ新潟県に開設され、以後秋田・山形・長野・鹿児島にも設置。農村の中学校卒業者を対象に、家事使用人としての補導訓練を行うことが目的。
- 8月1日 三鷹市立保育所設立、日教組婦人組合員の運動による。
- 8月17日 日本母親大会出席者を警察が調査して問題化、水戸市で。
- 8月22日 全日本婦人協議会、日ソ交渉問題で「日本の領土はひとにぎりでもソ連に渡すな」と署名運動。
- 8月27-29日 第2回日本母親大会、約4,000名参加。

日本の母親運動をリードした共通のスローガン「生命を生み出す母親は、生命を育て、生命を守る権利をもっています」が出たのもこの大会であった。
- 8月29日 初の婦人外交官山根敏子、帰国の途中飛行機事故で死去。
- 9月15日-10月1日 国連婦人の地位委員会、第1回婦人ゼミナール開催、モスクワで。37ヵ国88人の婦人代表参加、日本から婦団連副会長櫛田ふき参加。
- 9月- 厚生省、台所用洗剤で野菜や食器類を洗浄するなど、食品衛生の向上を全国都道府県宛に通達。
- 9月 内閣官房、家族制度復活の希望者が多いという世論調査結果を発表。

## 10～12月
- 10月1日 国際婦人協議会発足、友愛・信義を目標、当面の運動「沖縄難民救済」「日米文化交流」。
- 10月8日 東京都家事サービス公共職業補導所開設、未亡人などの職業対策の一環として家政婦養成とその就業促進が目的。翌年4月 大阪でも。
- 10月10日 北海道農協婦人部、凶作に対抗して緊急全道代表者会議を開催。全国農協婦人団体連絡協議会も災害農家助け合い全国運動展開。

この年、北海道ほぼ全域で冷湿害による農業被害があった。
- 10月12-13日 砂川基地反対闘争で、地域の多くの農家主婦がピケ・スクラムに参加した。
- 10月13日 全国婦人連合会結成大会、会長中野栄子。
- 10月15日 売春防止法完全実施要求国民大会。売春禁止法制定促進委員会を改組して売春対策国民協議会発足、会長久布白落実。
- 10月15-23日 アジア婦人会議、YMCA主催、伊豆で。アジアの婦人のみによる会議、10ヵ国22人来日。
- 10月26日 原水爆禁止のため国連に母親代表を送る運動を開始。12月 久保山すず・磯野富士子を決定。
- 10月- 静岡鉄道バス、不足金弁償制度廃止、川崎鶴見臨港バスも続く。

終業時のバス料金計算で不足金がある際、車掌-圧倒的多数が女子-が弁償させられていた。
- 11月8-13日 主婦連、国鉄運賃値上げ反対運動。要望書を本社で手渡す、署名運動等も。
- 11月14日 地婦連、娘の身売り救済のための街頭募金実施。冷害不漁が続く北海道で娘の身売りが続出した。
- 11月20日 全大阪婦人団体連絡会議結成、在阪16婦人団体参加。
- 11月20-21日 第1回家族計画普及全国大会、厚生省・日本家族計画連盟共催、1300人参加。
- 12月5-6日 第2回全国農協婦人大会、1000人参加、婦人部の組織強化など。
- 12月6日 YMCA・日本婦人有権者同盟・日本キリスト教婦人矯風会・日本婦人平和協会・大学婦人協会の各代表、国連加盟日本代表団に婦人を加えることなどを外務大臣に申入れ。実現せず。
- 12月18日 妊娠障害休暇、産休の枠内で認められる、東京都で。

## この年
- テレビに料理番組が初登場
- 欧州放射線リスク委員会（ECRR）議長アリス・スチュアート(Alice Stewart)、妊娠中被爆による幼児性白血病多発を報告。胎内で放射線に曝された子供は、生後10年以内に癌を発症する確率が2倍であることを突き止めた。

当時、少量の放射線は身体改善に有効であるというのが定説であったが、妊婦に対する放射線診断が原因で生まれた子供の小児癌が増加していることを報告、放射線への信頼に警告を発した。
- 『労働白書』発表、女子労働者数452万人、1950年度に比べ5割増。